# 帕洛馬芒廷 (加利福尼亞州)
帕洛馬芒廷（英語：Palomar Mountain）是位於美國加利福尼亞州聖地牙哥縣的一個非建制地區。該地的面積和人口皆未知。

## 地理
帕洛馬芒廷的座標為33°19′38″N 116°52′36″W / 33.32722°N 116.87667°W，而該地的平均海拔高度為1623米（即5325英尺）。